# Murcià
El murcià (en castellà: murciano) és una variant meridional del castellà peninsular que es parla principalment a la Regió de Múrcia, a les comarques adjacents valencianes del Baix Segura i l'Alt Vinalopó i al corredor d'Almansa (a la província d'Albacete, Castella-La Manxa). Des d'una perspectiva més àmplia, l'àrea del murcià pot incloure també algunes zones que formaven part de l'antic Regne de Múrcia, com ara el sud-est de la província d'Albacete i parts de les de Jaén, Granada i Almeria (actualment, part d'Andalusia). El terme panotxo (castellà: panocho) es fa servir també per a designar el dialecte murcià, però fa referència principalment a la varietat parlada a l'Horta de Múrcia i a la d'Oriola.
Les varietats lingüístiques del murcià formen un continu dialectal amb l'andalús oriental i el castellà peninsular manxec, amb la particularitat del gran nombre de catalanismes i aragonesismes presents al seu lèxic.

## Història
L'antic emirat de Múrsiya va ser, juntament amb el veí Regne de Granada, un dels dos darrers reductes de domini musulmà a la península Ibèrica. Durant el segle xiii va entrar dins l'àrea d'influència del Regne de Castella i el 1243 n'esdevingué vassall, sota el nom de Regne de Múrcia. Castella, però, mai no va fer efectiu el seu poder nominal sobre el territori i, finalment, fou Jaume el Conqueridor qui conquistà el Regne de Múrcia el 1266 i, en virtut del Tractat d'Almizra, el lliurà a Castella. Malgrat romandre sota la sobirania de Castella, després de la conquesta catalanoaragonesa es repoblà tota la zona principalment amb catalans, la qual cosa va fer que la llengua d'ús principal entre els cristians a Múrcia fos el català. Tant Ramon Muntaner com Alfons X el Savi recullen aquests fets a les seves respectives cròniques.
El net de Jaume el Conqueridor, Jaume II, va tornar a conquerir el Regne de Múrcia el 1296 i el va mantenir sota la seva sobirania fins al 1304, en què retornà a Castella la major part del territori tret de la zona del Baix Segura en amunt, que passà definitivament al Regne de València. Malgrat aquesta cessió definitiva a Castella, el català es va mantenir a la zona encara ben bé dos-cents anys. El veïnatge amb el Regne de València, amb nombroses zones de parla xurra (des d'on podien haver anat passant repobladors al nou Regne cristià), probablement va fer que l'aragonès fos també habitual a Múrcia.
Al llarg del segle xv, successives repoblacions amb castellans provinents de La Manxa van anar esborrant progressivament el català (i l'aragonès) del regne de Múrcia. El contacte entre aquestes tres llengües durant aquella etapa va acabar creant un castellà farcit de catalanismes i aragonesismes que donà lloc a l'actual dialecte murcià.
A banda de les llengües castellana, catalana i aragonesa, el murcià pot haver estat influït també per un possible substrat mossàrab i la convivència amb els moriscos de la zona -molts d'ells parlants a l'època d'àrab i/o llengües amazigues- fins a la seva expulsió al segle xvii.

### Secessionisme lingüístic
Durant les dècades del 1990 i 2000, alguns grupuscles, organitzats a l'entorn d'una entitat anomenada L'Ajuntaera, reivindicaven per al murcià (al qual anomenaven, en murcià, "llengua murciana") la consideració de llengua amb entitat pròpia, separada del castellà. Actualment, L'Ajuntaera treballa sobretot per a aconseguir que la Reial Acadèmia Espanyola (RAE) incorpori més lèxic procedent del murcià al seu diccionari normatiu del castellà.

### Préstecs al castellà
Al llarg dels segles, el murcià ha cedit nombrosos manlleus al castellà. Ja el 1726, la RAE, creada feia poc, va incloure al seu primer diccionari murcianismes com ara ababol, alcabor, aletría, alhábega, tahúlla i zafa.
A causa d'aquestes freqüents incorporacions, es dona el cas que nombrosos vocables catalans han acabat formant part del lèxic normatiu castellà per mitjà del murcià. Entre d'altres, el diccionari de la RAE recull com a "murcianismes" albercoque 'albercoc', bajoca, bardiza 'bardissa', bufar, leja 'lleixa', mindango 'mandangues', tápena 'tàpera' i zuro 'suro'.

## Variants
El murcià no és exactament un dialecte uniforme, sinó més aviat una família o conjunt de parlars que comparteixen trets comuns. En general, se sol dividir en vuit variants geogràfiques:

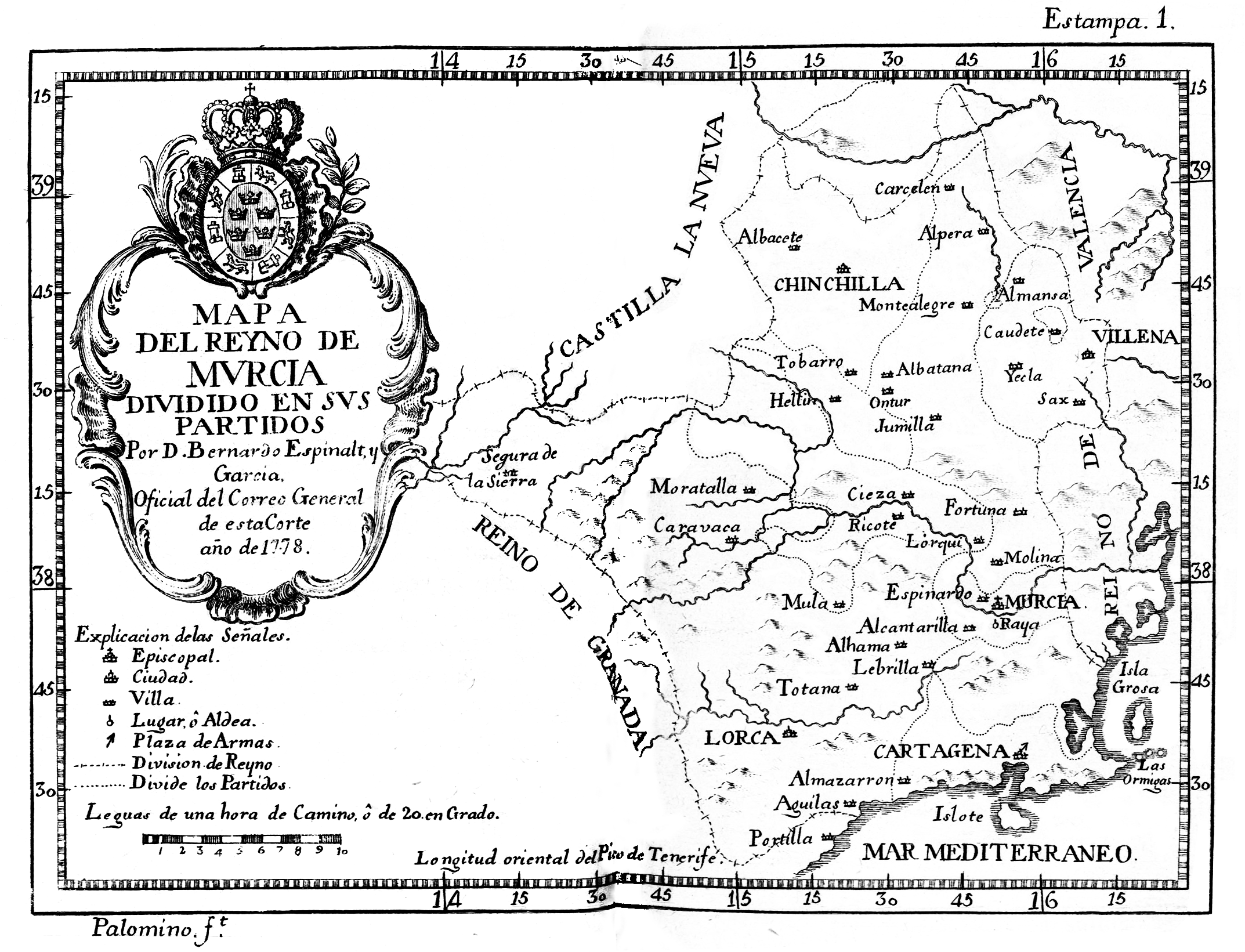
Mapa de l'antic Regne de Múrcia del 1778

- Parlar de l'eix central de la Ribera del Segura.
- Parlar de la costa.
- Parlar de l'altiplà.
- Parlar de l'antic Marquesat de Villena.
- Parlar del Baix Segura.
- Parlar del nord-oest de Múrcia.
- Parlar de la vall del Guadalentí.
- Parlar del sud d'Albacete.

### Isoglosses
Hi ha diverses isoglosses que, en general, divideixen la regió de Múrcia en dues àrees lingüístiques diferenciades, sobretot pel que fa al lèxic: l'oriental i l'occidental. La línia imaginària que va de Jumella a Massarró, travessant el territori de nord-est a sud-oest, assenyala sovint aquests límits dialectals; a l'est queden les zones d'històrica influència catalana, mentre que a l'oest es pot observar la penetració més gran del castellà. Això es pot comprovar, per exemple, amb la isoglossa colorín-cabernera/cagarnera 'cadernera' o mecer-abruzar/agrusar 'agrunsar, gronxar '. El terme per a pèsols, en canvi, es gairebé idèntic en ambdues zones: présoles a l'oest i pésoles a l'est.
Algunes isoglosses, però, són vàlides només per a la costa murciana. Així, d'Águilas a San Pedro del Pinatar diuen cranco, mentre que més al nord ja diuen cangrejo.

### Panotxo
Malgrat que, sovint, es fa servir impròpiament el terme panotxo per a referir-se al murcià, aquell és més que res una creació artificial literària que exagera alguns trets particulars del parlar de l'Horta de Múrcia. De fet, "panocho" és la denominació popular tradicional dels naturals d'aquesta comarca.

### El murcià al País Valencià

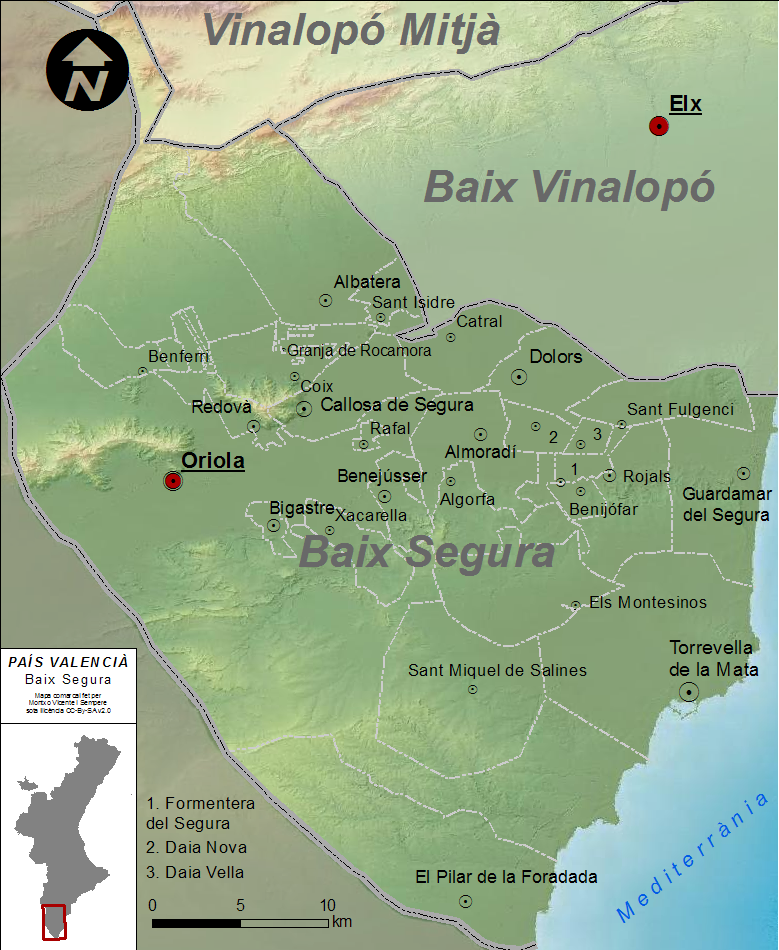
El Baix Segura

A començaments del segle xviii, en el context de la Guerra de Successió, el murcià es va expandir a la comarca valenciana veïna del Baix Segura, on fins aleshores s'hi parlava el valencià en la modalitat alacantina. Successives colonitzacions de l'Horta d'Oriola i la zona de les Pies Fundacions amb pagesos murcians, promogudes pel cardenal Belluga a partir del 1715, van acabar ocasionant la substitució lingüística del valencià pel castellà en la variant murciana a tota la comarca (tret de Guardamar i la pedania de Barba-roja). D'altra banda, a l'Alt Vinalopó el murcià hi és present des d'uns segles abans, ja que els seus dos nuclis més poblats, Villena i Saix, són d'origen castellà i van ser integrats a la província d'Alacant l'any 1836. La resta de municipis de la comarca, però, pertanyen a l'àmbit lingüístic valencià.
El murcià que es parla al Baix Segura conserva molts elements del català: al recer 'a recer', bajoca (pronunciat amb fricativa uvular sorda), blea 'bleda', calbote o calbotaso 'calbot', camal, chicón 'xicon', embolicar, estar amagaíco 'estar al llit ben tapat', esclatar, llampo 'llamp'/'ràpid', milocha 'milotxa', pésoles, etc.

## Característiques
Els trets dialectals murcians difereixen entre zones, pobles, classes socials i individus d'acord amb la situació comunicativa en què es troben; això és així per la influència de la norma estàndard. A grans trets, però, se'n poden resumir una sèrie de característiques significatives.

### Trets fonètics

#### Compartits amb el català i/o l'aragonès
- Preservació freqüent de consonants intervocàliques sordes o altres consonants sordes que eren o són sonores en castellà estàndard: cocote (castellà: "cogote"), parata ("parada"), sermonata, cangrena, pescatero, capítulo ("cabildo"), súpito ("súbito"), escorrata. En molts casos, el resultat és idèntic al català: atoba 'tova', caparra, gayato.
- Sonorització freqüent de les consonants sordes: gambusino ("campesino"), morga 'morca', alhábega 'alfàbrega' (castellà: "albahaca"), chiguito ("chiquito"), regüestar ("recostar"), bambulla 'bombolla' (castellà: "ampolla").
- Conservació del grup llatí inicial /cl-/: clamar.
- Conservació del grup llatí /fl/, ja sigui inicial o no: flama i derivats (flamante, flamar, flamarada, suflama/soflama), inflar i derivats (infleta, botinflar, botinflao).
- Manteniment freqüent del llatí /f/ en la seva forma original[1] (fenazar, fenás, vafada, fito a fito, manifacero, ferrija, figue) o bé aspirat (sempre s'aspira abans d'/u/, com en huerte, huerza, huente, humar, humo, conhundir). La /f/ passa, però, a /h/ en determinats casos abans d'/o/ (hormar, hondo, hongo, hopo) i d'/a/ (haldar, hambre).
- Presència del grup consonàntic intervocàlic /ns/: ansa 'nansa', pansa (i pansir, pansío), suspensar, ansín/ansina.
- Alternança consonàntica entre /k/ i /t/ sordes: La Rápica o La Rápita, tavacote 'cavalló' (castellà: "cavacote"), tápena 'tàpera' (castellà: "alcaparra"), friolenco, cantamusa, a tatas ("a gatas"), chito ("chico" a Cieza).
- Canvi de /b/ a /m: mandurria, meneno, comenencia, moñiga, camota 'cabota', etc.
- Palatalització de /l/ inicial: llampar, llampuga, llanda, llengua, lletra, lluego, etc.
- Tant la fricativa postalveolar [ʒ] com la sibilant palatal [ʃ] després de consonant s'han "apitxat" donant [tʃ], tal com passa en algunes variants del català i en l'aragonès. Cal destacar-ne formes encara ben vives, com ara chitar ‘gitar’, chepa 'gepa', minchar ‘menjar’ (d'on deriven els coneguts minchirones) o rodancha. En canvi, la sibilant palatal [ʃ] en posició inicial o entre vocals dona [x], cosa que no passa em català: jeja 'xeixa', jumera 'xumera' (gatera, pet).
- En algunes zones, especialment al Baix Segura i al Camp de Cartagena, s'hi observa el fenomen del "seseo" (exemple: sanguango).

#### Compartits amb el castellà-andalús

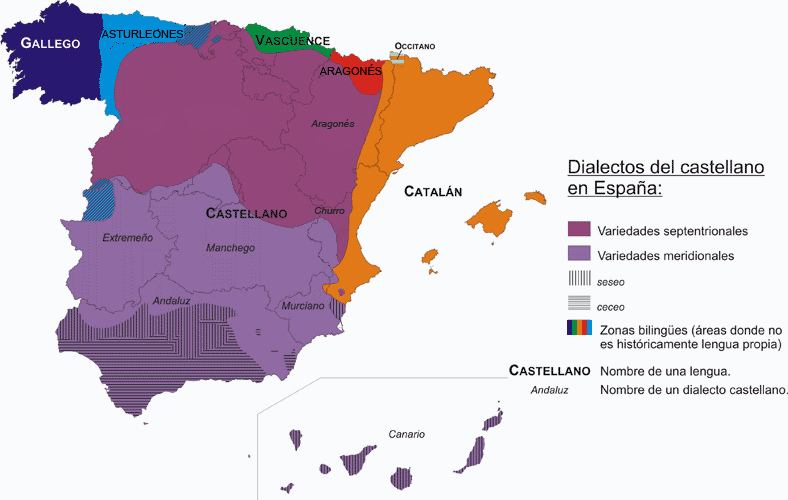
En lila clar, el murcià dins l'àrea del castellà meridional

Alguns trets d'evolució fonètica que presenta el murcià cal posar-los en paral·lel amb els de les varietats andaluses:
- Caiguda de /s/, /r/ o /l/ implosives finals: ['kæsæ] (casas), [min'chæ] (minchar), [kæ'næ] (canal).[26][1]
- Caiguda de consonants sonores intervocàliques; general en el cas de /d/ (minchao; pare per padre, o la seua vocalització paere), i més ocasional pel que fa a /b/ (caeza) i /g/ (juar).
- Assimilació regressiva de consonants en grups interns com /ds/ (adscribir), /bs/ (substracción), /ks/ (exponente), /rs/ (intersticio), /ns/ (constar), /rn/ (carne), /rl/ (Carlos), /kt/ (contacto), /dk/ (adquirir) o /gd/ (Magdalena), la qual provoca la geminació del segon dels sons consonàntics (procés que es culmina amb la reducció d'aquesta geminada com en el cas de madalena).[27]
- Aspiració de la /s/ implosiva; davant de sordes (explosives) assimila el punt d'articulació al del segon element (obippo, cáccara) i pot arribar a desaparèixer (Getrudis, bácula); la naturalesa fricativa de /s/ i el seu anterior ensordiment són característiques que es fan extensives a les consonants sonores que les seguiran (las jallinas, las fotas o en alguns casos las votas, los zeos, efaratar, ejarrar, ejraciao).
- Neutralització de les líquides /l/ i /r/ en posició implosiva (farta per falta o calpintero per carpintero).[28]

L'esmentada aspiració de la /s/ implosiva té una capacitat revolucionària superior a la de qualsevol altre fenomen diacrònic de la llengua. Les seues conseqüències afecten radicalment el sistema fonològic, que passa de tindre cinc vocals a tenir-ne vuit o deu en andalús i en murcià. Tot plegat és necessari per a poder distingir parelles de paraules com ara pato i pacto, mimo i mismo o peca i pesca, en què la vocal que precedeix a l'aspiració sol pronunciar-se oberta, i quan l'aspiració desapareix completament la seua funció significativa és desenvolupada per l'obertura de la vocal, que a més a més s'allarga molt més.

### Vocalisme

Sistema vocàlic del murcià segons el Web llenguamaere.com

El sistema vocàlic del castellà murcià és essencialment el mateix de l'andalús oriental.
Les vocals mitjanes obertes [ɛ, ɔ] així com el front obert [æ] són realitzacions de /eC, oC, aC/ (on ⟨C⟩ vol dir qualsevol consonant diferent de /n/) a la síl·laba coda. A causa de l'harmonia vocàlica, les semitancades [e, o] i la central oberta [ä] (d'ara endavant transcrita sense el diacrític) són eliminades de qualsevol síl·laba que precedeixi a [ɛ, ɔ, æ]. Aquest canvi s'anomena de vegades obertura vocal, però això és completament inexacte per a [a], que no només és més endarrerida que [æ] sinó també més baixa que aquesta. Així, el contrast entre el plural mañanas /maˈɲanas/ i la forma singular mañana /maˈɲana/ apareix com a contrast de qualitat vocàlica: [mæˈɲænæ, maˈɲana], en comptes de la presència de la terminació [s] al mot anterior.
Les vocals tancades no tenen al·lòfons contextuals i es realitzen consistentment com a tancades [i, u]. Per tant, no hi ha cap diferència entre /i, u/ subjacents i /is, us/ en la majoria de contextos i tots dos es realitzen com a [i, u], sense cap rastre de la fricativa final en el darrer cas.

### Consonantisme
Les consonants postvocàliques històriques en la síl·laba coda s'assimilen tant al lloc com a la forma d'articulació de la consonant següent, produint una geminada. Per exemple, els històrics /pt/, /kt/ i /st/ cauen tots junts com a /tt/, cosa que converteix cacto 'cactus', casto 'cast' i capto 'entenc' en homòfons com a ['katto]. La /kst/ històrica també s'uneix a aquesta neutralització, fent que sexta 'sisena' sigui homòfona amb secta 'secta' com a ['setta]. Altres grups postvocàlics històrics afectats per això són /sp, sd, sk, sg, sm, sn, sl/, en cada cas produint un segon element geminat: [pp, dd, kk, gg, mm, nn, ll] (amb [ðð] com a alternativa a [dd]). Això produeix parells mínims diferenciats per la longitud de la consonant, com ara cisne [ˈθinne] 'cigne' vs. cine [ˈθine] 'cinema'. Aquest procés també es produeix a través dels límits de les paraules, com en los nenes [lɔnˈnɛnɛ] 'els nens'.
La /n/ final de mot es realitza com a velar [ŋ].
En el parlar rural dels individus de més edat de classe treballadora, la /s/ final de síl·laba apareix com a [ɾ] abans de les consonants inicials de la paraula següent (especialment les oclusives sonores i /n/), com a los vasos [lɔɾ ˈβæsɔ] 'els gots'; /b, d, g/ es leneixen després d'aquest al·lòfon. El gruix de la població local percep la substitució de [s] per [ɾ] com a una característica molt marcada del murcià rural i la desaprova.

### Lèxic
Com passa en altres variants de llengües, el lèxic del murcià presenta diferències notables entre les diferents zones on es parla; moltes vegades, l'ús de determinades lèxiques és una marca identificadora entre els habitants d'una comarca o d'un poble.
Tot seguit, algunes paraules murcianes d’exemple (com es pot apreciar, moltes d'elles no necessiten traducció al català en ser idèntiques o quasi):
abercoque, adivinalla, aína, almarjal, almazara, almenara, arco de San Martín, azarbe, bajoca, baladre, boria, bufeta, caballico, cabernera, calentor, canute, casilicio, chamada, charraire, chuchaina, cuasi, efelluzar, embolicar, encomedio, engarbarse, entrapizar, esblandir, esclate, esollisparse, esperfollar, esturrear, haiga, helor, melsa, neque, olivera, panocha, pésol, priesa, rasera, rebús, tahulla, tápena, trajamandero, ventregada, etc.

## Influència del català

Evolució del límit meridional del domini del català

A causa de la repoblació del Regne de Múrcia amb colons procedents dels territoris de la Corona d'Aragó (sobretot, catalans) després de la conquesta de Jaume el Conqueridor, el català es va mantenir a la zona de l'Horta de Múrcia probablement fins als volts del 1400 i al Camp de Cartagena fins als volts del 1500, en què fou definitivament substituït pel castellà. Tanmateix, el català va influir fortament aquest castellà en forma de substrat i va contribuir a configurar el murcià.

### Lèxic
Tot i que sovint s'ha volgut atribuir l'origen de mots o girs característics del murcià a altres llengües, especialment a l'aragonès (que comparteix força lèxic amb el català), a un quasi desconegut mossàrab o fins i tot a l'occità, una gran part d'aquests modismes, sobretot lèxics, s'expliquen únicament pel català. En paraules de Maria Àngels Viladot, «sembla del tot indiscutible que cal considerar l'actual dialecte murcià com a fruit del contacte entre les llengües catalana i castellana durant els segles XII-XIV». Justo García Soriano resumia així la qüestió al seu Vocabulario del Dialecto Murciano (Madrid, 1932), una de les obres de referència sobre el murcià:
| «                                                                         | (castellà) La influencia catalana-valenciana es la que más potente se manifiesta en el habla dialectal de Murcia, sobretodo en el vocabulario. Casi la mitad del léxico peculiar de la región es de origen catalán. Fenómeno tan importante y característico, que basta a patentizarlo un somero examen del vocabulario murciano, ha sido apenas reconocido, cuando no puesto en duda, por lexicógrafos y filólogos. | (català) La influència catalana-valenciana és la que més potent es manifesta en la parla dialectal de Múrcia, sobretot en el vocabulari. Gairebé la meitat del lèxic peculiar de la regió és d'origen català. Aquest fenomen tan important i característic, per a palesar el qual n'hi ha prou amb un examen succint del vocabulari murcià, ha estat amb prou feines reconegut, quan no posat en dubte, per lexicògrafs i filòlegs. | » |
| — Justo García Soriano, Vocabulario del dialecto murciano (1932), p. XLIV | | |   |

Així, per exemple, només en el camp de l'alimentació, en murcià hi trobem:
abercoque/albercoque, aladroque, alhábega (alfàbrega), bajoca, cranco, floricol, pésoles, tápenas (tàperes, un mot ben viu encara actualment) toña (peça de pa, coca) o tramuso.
Altres mots relacionats amb l'horta o la cuina són:
caballón (cavalló), corbilla (falç, corbella), esparteña, fangue, garba, llanda (llauna que s'empra per a cuinar al forn), misto, olivera, rodancha, pansío (pansit), socarrín (socarrim).
Quan alguna cosa bull es diu que bulle i una manzana cucada és, efectivament, una poma cucada. El lèxic murcià té, però, molts més exemples de clar origen català:
| - adobar (adobar, amanir) - ansa (nansa) - bambolla (bombolla) - boria (boira) - bonico - bufar - cabernera/cavernera/cagarnera (cadernera) - canute (canut) - charreta (conversa animada) - despendolar/despendolao (espentolat) - embozar (embossar) - esclafar - espolsar/espolsador | - estufío (estufit) - gavarrote (gavarrot) - gresca - jeja (xeixa) - lebeche (llebeig) - leja (lleixa) - mañaco (manyac, dòcil) - minso (en el sentit de fals, algú de qui que no te'n pots fiar) - polsaguera - rampazo (enrampada) - rebuche (rebuig) - remiljo (petita quantitat, remitjó) - remor (en el sentit de "nosa") |

1. ↑  Aplicat al fet de bufar-se les parets per la humitat, inflar quelcom o barallar-se a plantofades.

### Morfosintaxi
A banda de diversos trets fonètics propis del català, ja esmentats, al murcià s'hi observen també nombroses expressions i frases fetes idèntiques que en català, com ara beber a gallete 'beure a gallet' o ir del bracete 'anar de bracet'. No tenir el cap clar, 'estar emboirat', es diu en murcià estar emboriao.
L'article determinat, com en català, desapareix en moltes construccions, com ara ir a escuela 'anar a escola'. Existeix també el "Ca" per a casa: Voy a ca mi abuela.

## Textos d'exemple
Font:
| «                                         | La esperencia, la cencia y la gramanza hacen al hombre supio por la estudianza. Ahupa, ahupa, no es osté la pantasma que á mi m'asusta. | » |
| — Francisco Messeguer, Seguidillas (1783) | |   |

| «                                         | Tres cosas en er mundo causan ispante, terratremos, trimurtos y er alifante. Suflama asina, er cólero, las suegras y la morisma. | » |
| — Francisco Messeguer, Seguidillas (1783) | |   |

| «                                           | Ponte las arracadas de media luna, por si acaso se pone la noche escura. Y el estribillo, como no sé nenguno, nenguno digo. | » |
| — Parranda tradicional murciana (segle xix) | |   |

### Sobre el murcià
- Alvar López, Manuel. Dialectología hispánica (en castellà).  Madrid: UNED, 1977.
- García Morales, A.; Sánchez López, I. Voces murcianas no incluidas en el vocabulario de García Soriano (en castellà).  Madrid: RDT RAD Pop. I., 1945.
- García Soriano, Justo. Vocabulario del dialecto murciano : con un estudio preliminar y un apéndice de documentos regionales (PDF) (en castellà).  Madrid: C. Bermejo, 1932.
- Monroy, Rafael; Hernández-Campoy, Juan Manuel «Murcian Spanish» (PDF) (en anglès). Journal of the International Phonetic Association. AFI, vol. 45, núm. 2, 2015, pàg. 229–240. DOI: 10.1017/S0025100314000231.
- Ruiz Marín, Diego. Vocabulario de las hablas murcianas (en castellà).  Múrcia: Consejería de Presidencia de la Región de Murcia, 2000.
- Sánchez Máiquez, Ángel. El vocabulario del riego tradicional en el dialecto murciano (Revista) (en castellà).  Múrcia: Azarbe, 2006.
- Soto López, Alberto. Sustrato catalán en el habla del bajo Segura (en castellà).  Roquetas de Mar: Grupo Editorial Círculo Rojo, 2017. ISBN 8491750401.
- Vela Urrea, José María. Así se habló en Murcia: vocabulario murciano con ejemplos referenciados y dos vocabularios (murciano-castellano y castellano-murciano) (en castellà).  Múrcia: Autoeditat, 2002.
- Zamora Vicente, Alonso. Dialectología española (en castellà).  Madrid: Editorial Gredos, 1967. ISBN 84-249-1115-6.
- Estudios de dialectologia murciana (PDF).  Universitat de Múrcia (um.es), 16/7/2003.

### Sobre parlars locals
- Cecilia Rocamora, José María. Palabrero de Catral (en castellà).  Alacant: Ajuntament de Catral, 2000 (Colección Castrum Altum 2).
- García Martínez, Ginés. El habla de Cartagena (en castellà).  Patronato de cultura de la Diputación de Murcia, 1960.
- Gómez Ortín, Francisco. Vocabulario del noroeste murciano (en castellà).  Múrcia: Editora Regional de Murcia, 1991.
- Guillén García, José. El habla de Orihuela (en castellà).  Múrcia: Caja Rural, 1999.
- Hernández Carrión, Emiliano. Palabra de calle. El léxico de Jumilla (en castellà).  Múrcia: Real Academia Alfonso X el Sabio, 2004.
- Ibarra Lario, Antonia. Materiales para el conocimiento del habla de Lorca y su comarca (en castellà).  Universitat de Múrcia, 1996.
- Lemus y Rubio, Pedro. Aportaciones para la formación del vocabulario Panocho o del dialecto de la Huerta de Murcia (en castellà), 1933.
- López Jiménez, Remedios. El habla de Hellín y Tobarra. Tesis doctoral inédita (en castellà).  Universitat de Múrcia, 1960.
- Ortuño Palao, Miguel; Ortín Marco, Carmen. Diccionario del habla de Yecla (en castellà).  Múrcia: Real Academia Alfonso X el Sabio, 1999.
- Palacios Soler, Rafael. Caracterización del habla de la sierra del Segura (provincia de Albacete: Yeste, Nerpio, Férez, Socovos, Ayna, Elche de la Sierra) (en castellà).  Al-Basit (III), 1987.
- Salvador Caja, Gregorio. El habla de Cúllar-Baza. Contribución al estudio de la frontera del andaluz (en castellà). Tom II.  Granada: Publicaciones del Atlas Lingüístico de Andalucía, 1958.
- Torreblanca Espinosa, Máximo. Estudio del habla de Villena y su comarca (en castellà).  Alacant: Diputació d'Alacant, 1976.